# Liste de simulations de combat aérien
La liste de jeux vidéo de combat aérien répertorie les jeux vidéo qui simulent des combats aériens, classés par ordre alphabétique.
- Haut – A
- B
- C
- D
- E
- F
- G
- H
- I
- J
- K
- L
- M
- N
- O
- P
- Q
- R
- S
- T
- U
- V
- W
- X
- Y
- Z

## A
- A-10 Attack! ;
- A-10 Cuba! ;
- A-10 Tank Killer ;
- Ace Combat 2 ;
- Ace Combat 3: Electrosphere ;
- Ace Combat 6: Fires of Liberation ;
- Ace Combat 7 ;
- Ace Combat Infinity ;
- Ace Combat X: Skies of Deception ;
- Ace Combat Xi: Skies of Incursion ;
- Ace Combat: Assault Horizon ;
- Ace Combat: Distant Thunder ;
- Ace Combat: Joint Assault ;
- Ace Combat: Squadron Leader ;
- Ace Combat: The Belkan War ;
- Aces of the Pacific ;
- Aces Over Europe ;
- Aerofighters Assault ;
- AeroWings ;
- AeroWings 2: Airstrike ;
- After Burner Climax ;
- Air Combat ;
- Apache: Air Assault ;
- Armour-Geddon ;
- ATAC.

## B
- B-1 Nuclear Bomber ;
- B-17 Flying Fortress ;
- Blazing Skies ;
- Blue Max.

## C
- Comanche 2 ;
- Comanche 3 ;
- Comanche 4 ;
- Comanche: Maximum Overkill ;
- Combat Air Patrol ;
- Crimson Skies ;
- Crimson Skies: High Road to Revenge.

## D
- Darker ;
- Deadly Skies ;
- Deadly Skies ;
- Deadly Skies III ;
- Defender ;
- Dogfight ;
- Dropship: United Peace Force.

## E
- EF2000 ;
- Energy AirForce.

## F
- F-117 Night Storm ;
- F-117A Nighthawk Stealth Fighter 2.0 ;
- F-15 Strike Eagle ;
- F-15 Strike Eagle II ;
- F-15 Strike Eagle III ;
- F-16 Combat Pilot ;
- F-19 Stealth Fighter ;
- F-22 Air Dominance Fighter ;
- F-22 Interceptor ;
- F-22 Lightning II ;
- F/A-18 Interceptor ;
- Falcon 4.0 ;
- Falcon 4.0: Allied Force ;
- Fighter Pilot ;
- Flanker 2.0.

## G
- G-LOC: Air Battle ;
- GL-117 ;
- Gunship ;
- Gunship 2000 ;
- Gunship!.

## H
- Harrier Jump Jet ;
- Hover Force.

## I
- IF-16 ;
- IL-2 Sturmovik: Birds of Prey.

## J
- Jane's Attack Squadron ;
- Joint Strike Fighter.

## K
- Knights of the Sky.

## L
- LHX: Attack Chopper ;
- Lock On ;
- Luftwaffe Commander.

## M
- Mach Storm ;
- Megafortress ;
- Mig Alley Ace ;
- MIG-29 Fighter Pilot.

## P
- Pearl Harbor: Shadows over Oahu ;
- Project Stealth Fighter.

## R
- Racing Aces ;
- Red Baron ;
- Red Baron II.

## S
- Secret Weapons Over Normandy ;
- Silent Thunder: A-10 Tank Killer II ;
- Simulateur de vol de combat ;
- Skyfox ;
- Skyhammer ;
- Steel Talons ;
- Strike Vector ;
- Su-27 Flanker.

## T
- Team Apache ;
- Their Finest Hour: The Battle of Britain ;
- Thunderhawk AH-73M ;
- Tom Clancy's HAWX ;
- Tom Clancy's HAWX 2 ;
- Tomahawk ;
- Tomcat Alley ;
- Top Gun: Combat Zones.

## W
- Warhawk ;
- WarpSpeed ;
- Wings.